# Mesomima jacksoni
Mesomima jacksoni là một loài bướm đêm trong họ Geometridae.